# Голубев, Александр Евгеньевич
Алекса́ндр Евге́ньевич Го́лубев (род. 2 июля 1983, Москва) — российский актёр театра и кино.

## Биография
Александр Голубев родился 2 июля 1983 года в Москве. В 2000—2004 годах был студентом мастерской Виталия Соломина в ВТУ им. Щепкина, во время обучения в котором сыграл главные роли в спектаклях курса «Беда от нежного сердца» и «Аз и Ферт», а также во многих дипломных работах, в частности роль Лаэрта в спектакле по мотивам «Гамлета». Также работал по озвучиванию фильмов и передач, играл в театрах Москвы и снимался для телевидения.
Начиная с третьего курса Голубев играл роль Славика в антрепризном спектакле Дмитрия Астрахана «Семейная идиллия».
В 2002 году снялся в клипе группы «Звери» «Просто такая сильная любовь», а весной 2004 года — в одной из главных ролей телесериала «Курсанты», снятого по заказу канала РТР и посвящённого 60-летию Победы.
Был женат на актрисе Александре Урсуляк, в браке родились две дочери.

## Театральные работы
Играл в антрепризном спектакле Ольги Анохиной «Пять вечеров» (роль Славика) с Александром Дедюшко и Ларисой Гузеевой, а также в спектакле «Письмовник» МХТ им. А. П. Чехова.

## Фильмография
- 1997 — Котовасия
- 2004 — Курсанты — Юрий Никитин
- 2006 — Бумер. Фильм второй — Николай Сергеевич Шубин, уголовник
- 2005 — Полный вперёд! — телохранитель Суриков
- 2005 — Фарт — золотоискатель Малой
- 2006 — Девять месяцев — Константинов, муж одной из рожениц
- 2006 — Ваша честь — Константин Шпагин, адвокат
- 2006 — Жара — бармен
- 2006 — Охота на пиранью — Сивый
- 2006 — Сделка — Андрей
- 2007 — Кремень — прапорщик
- 2007 — Ликвидация — Лёня Тишак, оперуполномоченный уголовного розыска
- 2007 — Супермаркет
- 2008 — Дорога, ведущая к счастью — Михаил
- 2008 — Однажды в провинции — Николай Спиридонов
- 2008 — Побочный эффект — Костян
- 2009 — Братья Карамазовы — Алёша Карамазов
- 2009 — Исаев — Махович, послушник в храме
- 2009 — Пелагия и белый бульдог — Тихон Спасённый
- 2009 — Правила угона — Александр Волков
- 2009 — Суд — Константин Шпагин
- 2009 — Ясновидящая — Буровой
- 2010 — Улыбнись, когда плачут звёзды — Егор
- 2010 — Тихий омут — Максим
- 2010 — Кандагар — Витёк
- 2010 — Золотой капкан — Юра Мартов
- 2010 — Что скрывает любовь — Георгий Андреевич Саранский
- 2010 — Утомлённые солнцем 2: Предстояние — капитан Лысяков, командир кремлёвских курсантов
- 2011 — Чёрные волки — Владимир Гречнев
- 2011 — Ялта-45 — Алексей Турок, капитан советской контрразведки, главный специалист по диверсионной работе особой группы
- 2012 — Расплата за любовь
- 2012 — Костёр на снегу — Сергей
- 2013 — Шерлок Холмс — сэр Реджинальд Месгрейв
- 2014 — Инквизитор — «Шмель», телохранитель Штольца
- 2018 — Операция «Сатана» — Егор Осадчий, мл. участковый инспектор, сержант милиции
- 2018 — Ненастье — Виктор Басунов
- 2019 — Формула мести — Егор Осадчий, сотрудник МУРа
- 2020 — Катран — Егор Осадчий, сотрудник МУРа
- 2021 — Топор. 1943 — Одинцов
- 2021 — Западня — Егор Осадчий, сотрудник МУРа
- 2021 — Стенограмма судьбы — Сергей Львов
- 2021 — Весьма непрост - Кирилл Лососев
- 2022 — Кунгур
- 2023 — Последнее дело Черкасова — Егор Осадчий, сотрудник МУРа
- 2024 — 10 дней до весны — Николай Жилин,  замкомандира симферопольского «Беркута»
- 2024 — Метроном — Егор Осадчий, сотрудник МУРа
- 2024 — ГДР — Юрий Жданов, полковник КГБ
- 2024 — Лихие — Юра Краб, член ОПГ «Общак» (прототип Юрий Масленников)